# Страж імєня Марі
«Страж імєня Марі», Охорона імені Марії (з пол. Straż imienia Marii перекладається як «Охорона імені Марії»; біл. Варта імя Марыі) — католицький релігійний часопис, заснований в Мінську в 1906 році; видавався найпізніше до 1910 року. Перший часопис польською мовою серед тих, що друкувалися в Мінську.

## Передмова
До 1905 року на території колишньої Речі Посполитої, включеної до складу Російської імперії, видання польськомовної преси було заборонено російською владою. У результаті революції 1905 року відбулася лібералізація права в цій галузі. Царський наказ 24 листопада 1905 року ліквідував зокрема превентивну цензуру преси, що друкувалася в містах, а також було легалізовано видання її національними мовами, у тому числі польською. Поляки, які жили на цих землях, використовували цю можливість насамперед у Вільно (тепер Вільнюс).
У Мінську видання польськомовної преси зіткнулося з труднощами і розвивалося повільно. Причиною було мале зацікавлення подібними ініціативами з боку місцевих поляків. Вони аргументували це тим, що їхні потреби задовольняє преса, що видається у Вільно. В цих умовах польськомовні видання в Мінську обмежувалися лише календарями і газетами-одноденками.

## Часопис
«Straż imienia Marii» вважається першим в історії польськомовним журналом, серед тих, що друкувалися в Мінську. Його засновник, книгар Юзеф Славинський, 28 листопада 1906 року отримав дозвіл на друкування часопису від мінського губернатора Якуба Ерделлі. Редакторами були ксьондз Франтішек Грабовський, Юзеф Нарейко і Юзеф Славинський. Журнал займався виключно релігійними темами і поширювався тільки серед членів католицької Маріянської конгрегації. Через цю тематику і обмежене коло читачів журнал незначно впливав на мінське населення. Від квітня 1910 наступником часопису «Straż imienia Marii» став щомісячник «Gwiazda Zaranna».